# Rubia caramanica
Rubia caramanica là một loài thực vật có hoa trong họ Thiến thảo. Loài này được Bornm. miêu tả khoa học đầu tiên năm 1938.